# Depresión prelitoral catalana
| Pirineo Prepirineo Depresión central catalana Pequeñas estribaciones en la depresión central | Cordillera transversal Cordillera prelitoral Cordillera litoral Depresiones litoral y prelitoral y otras llanuras costeras |

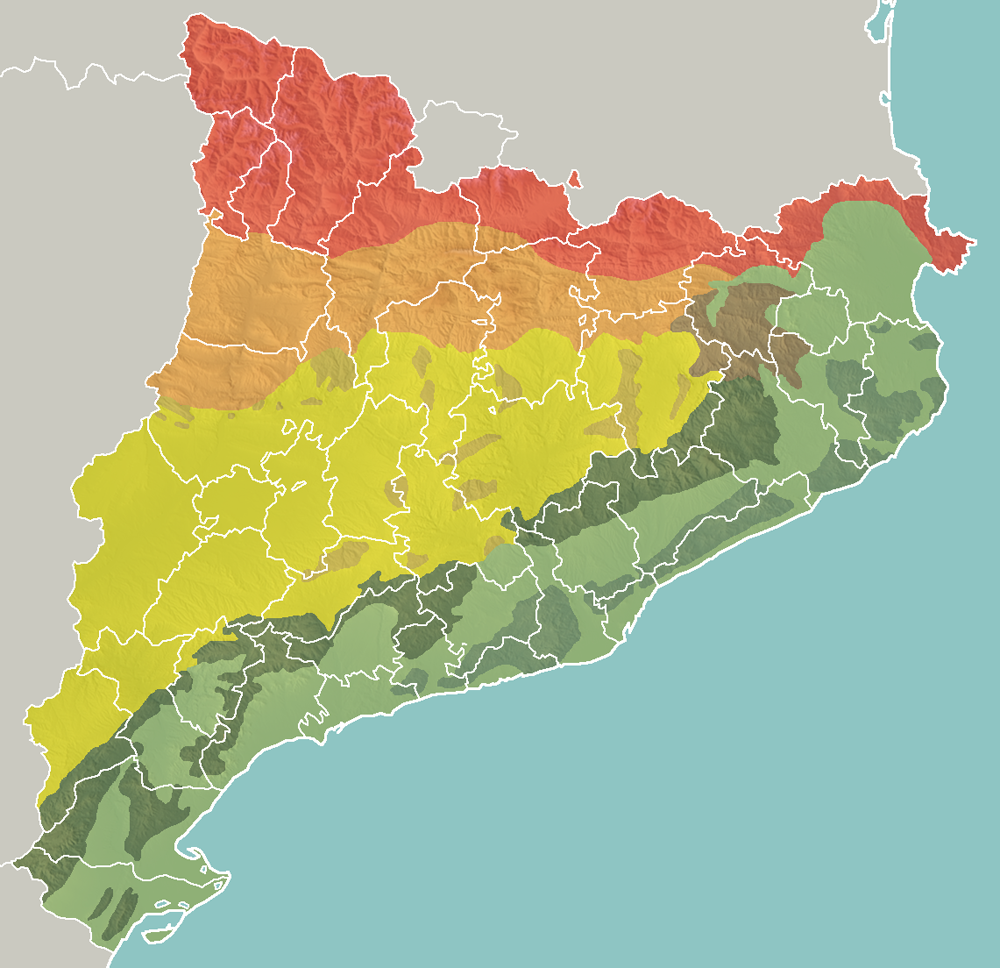
Unidades morfoestructurales de Cataluña:

La depresión prelitoral catalana (en catalán, Depressió Prelitoral) es una depresión situada entre las dos cordilleras Costero Catalanas, la cordillera Litoral y la cordillera Prelitoral, que la flanquean por el sudeste y el nordeste, respectivamente, formando un corredor natural entre ambas de unos 100 km de largo y unos 20 de ancho. La depresión comprende las comarcas naturales del Penedés y el Vallés, así como parte del parte del Bajo Llobregat, y está formada por la acción de diversos ríos que transcurren por ella, como el Foix, el Noya (afluente del Llobregat), el Besós y sus afluentes y el Tordera.

Desde la época romana, por su situación paralela y cercana a la costa, aunque separada de ella, esta depresión fue utilizada como paso de norte a sur que evitase la ciudad de Barcelona. Hoy utilizan este paso importantes vías de comunicación, como la autopista AP-7 y la vía de mercancías de RENFE Tarragona-Gerona. Por su situación estratégica y su cercanía a Barcelona, la depresión prelitoral catalana se ha convertido en un gran polo de atracción de numerosas industrias de diversos campos, lo que ha dado lugar al gran crecimiento de algunas de las poblaciones (hoy ciudades) que en ella se sitúan, como Villafranca del Panadés, San Sadurní de Noya, Martorell, Rubí, Tarrasa, Sabadell, San Cugat del Vallés, Sardañola del Vallés, Barberá del Vallés, Mollet del Vallès, Granollers, Cardedeu y San Celoni.